# Cyclosa vieirae
Cyclosa vieirae Levi, 1999 è un ragno appartenente alla famiglia Araneidae.

## Etimologia
Il nome della specie è in onore della biologa e curatrice delle collezioni di artropodi Rosamary Vieira, dal 2013 visiting scientist al Museo di storia naturale di Karlsruhe (Germania)

## Caratteristiche
L'olotipo femminile ha dimensioni: cefalotorace lungo 1,49 mm, largo 1,17 mm; opistosoma lungo 2,31 mm.

## Distribuzione
La specie è stata reperita nel Brasile settentrionale, nella Cabo Frio Reserve, 80 km a nord di Manaus, capitale dello Stato di Amazonas.
Altri esemplari sono stati rinvenuti in Perù

## Tassonomia
Al 2013 non sono note sottospecie e dal 1999 non sono stati esaminati nuovi esemplari.